# 西夫韦
，是美國一家於1915年創立的連鎖超級市場，2015年由博龍資產管理收購並與其旗下的艾伯森合併。該連鎖店提供雜貨、食品和一般商品，並設有多種專門部門，如麵包房、熟食店、花店和藥房，以及星巴克咖啡店和加油站。西夫韦總部仍設於加利福尼亞州普萊森頓的合併前總部，而母公司總部則位於愛達荷州博伊西。與亞伯森合併後的喜互惠多數店面仍舊以喜互惠名字繼續營業。2016年1月佛羅里達州的全部三間艾伯森被改為喜互惠，這是喜互惠品牌首度在佛羅里達州超級市場圈內出現。同年9月丹佛的全部艾伯森也被改為喜互惠，因為喜互惠是當地較強勢的品牌。
在與艾伯森合併後的合併公司仍與合併前喜互惠一樣，是美國西部最大及北美第二大的連鎖超級市場，僅次于克羅格。截至2010年12月，在美国西部和中部以及加拿大西部有1,694店面。它在美國東岸的中大西洋地區也有营业。根据2009的營利情况，喜互惠是全美排名第11位的零售企业。

## 历史
2014年3月7日博龍資產管理同意斥94億美元收購美國第二大連鎖超市喜互惠（Safeway），該公司股東將收到每股32.5美元現金外加價值3.65美元的喜互惠旗下禮品卡部門Blackhawk Network的股票。該交易將把喜互惠（Safeway）與博龍旗下Albertsons連鎖店合併，在美國西海岸建立一家佔主導地位的連鎖超市。還將形成一個超過2400家店舖、27個物流中心，及20座加工製造廠和25萬員工的超市網絡。